# 1075. grenadirski polk (Wehrmacht)
1075. grenadirski polk (izvirno nemško 1075. Grenadier-Regiment; kratica 1075. GR) je bil pehotni polk Heera v času druge svetovne vojne.

## Zgodovina
Polk je bil ustanovljen 7. julija 1944 kot sestavni del 541. grenadirske divizije.